# Enterdregge
Eine Enterdregge ist ein an einem Tau befestigter, mehrendiger Haken oder Widerhaken. Die Form ähnelt einem überdimensionierten Angelhaken. Enterdreggen wurden zur feindlichen Schiffsübernahme zusammen mit Enterhaken benutzt. Beides sind Enterwerkzeuge, aber mit unterschiedlicher Reichweite: Während der Dreggen oder auch Draggen mit einer Leine oder Kette geworfen wird, ist der Enterhaken auf die Länge der Stange, an der er befestigt ist, beschränkt. Beide Werkzeuge dienen dem Heranholen und dem Festhalten des Angegriffenen.